# TSHB
Tireostimulišući hormon, beta (TSHB) je protein koji je kod ljudi kodiran TSHB genom.

## Funkcija
Tireostimulišući hormon (TSH) je nekovalentno vezani glikoproteinski heterodimer. On je deo familije hipofiznih hormona koji sadrže zajedničku alfa podjedinicu (TSHA) i jedinstvenu beta podjedinicu (ovaj protein) koja daje specifičnost.

## Literatura
- Bonomi M; Proverbio MC; Weber G;  . (2001). „Hyperplastic pituitary gland, high serum glycoprotein hormone alpha-subunit, and variable circulating thyrotropin (TSH) levels as hallmark of central hypothyroidism due to mutations of the TSH beta gene.”. J. Clin. Endocrinol. Metab. 86 (4): 1600—4. PMID 11297590. doi:10.1210/jc.86.4.1600.
- Vuissoz JM; DeladoÃ«y J; Buyukgebiz A;  . (2001). „New autosomal recessive mutation of the TSH-beta subunit gene causing central isolated hypothyroidism.”. J. Clin. Endocrinol. Metab. 86 (9): 4468—71. PMID 11549695. doi:10.1210/jc.86.9.4468.
- Karges B; LeHeup B; Schoenle E;  . (2004). „Compound heterozygous and homozygous mutations of the TSHbeta gene as a cause of congenital central hypothyroidism in Europe.”. Horm. Res. 62 (3): 149—55. PMID 15297803. doi:10.1159/000080071.
- Kabadi UM, Premachandra BN (2007). „Serum thyrotropin in Graves' disease: a more reliable index of circulating thyroid-stimulating immunoglobulin level than thyroid function?”. Endocr Pract. 13 (6): 615—9. PMID 17954417.
- Miyai S; Yoshimura S; Iwasaki Y;  . (2005). „Induction of GH, PRL, and TSH beta mRNA by transfection of Pit-1 in a human pituitary adenoma-derived cell line.”. Cell Tissue Res. 322 (2): 269—77. PMID 16133148. doi:10.1007/s00441-005-0033-z.
- Pierce JG (1971). „Eli Lilly lecture. The subunits of pituitary thyrotropin--their relationship to other glycoprotein hormones.”. Endocrinology. 89 (6): 1331—44. PMID 5002675. doi:10.1210/endo-89-6-1331.
- Atzmon G, Barzilai N, Surks MI, Gabriely I (2009). „Genetic Predisposition to Elevated Serum Thyrotropin Is Associated with Exceptional Longevity”. J. Clin. Endocrinol. Metab. 94 (12): 4768—75. PMC 2795660 . PMID 19837933. doi:10.1210/jc.2009-0808.
- Landa I, Ruiz-Llorente S, Montero-Conde C;  . (2009).  Gibson, Greg, ур. „The Variant rs1867277 in FOXE1 Gene Confers Thyroid Cancer Susceptibility through the Recruitment of USF1/USF2 Transcription Factors”. PLoS Genet. 5 (9): e1000637. PMC 2727793 . PMID 19730683. doi:10.1371/journal.pgen.1000637.
- Pohlenz J; Dumitrescu A; Aumann U;  . (2002). „Congenital secondary hypothyroidism caused by exon skipping due to a homozygous donor splice site mutation in the TSHbeta-subunit gene”. J. Clin. Endocrinol. Metab. 87 (1): 336—9. PMID 11788671. doi:10.1210/jc.87.1.336.
- Miyoshi I, Kasai N, Hayashizaki Y (1994). „[Structure and regulation of human thyroid-stimulating hormone (TSH) gene]”. Nippon Rinsho. 52 (4): 940—7. PMID 8196184.
- Borck G; Topaloglu AK; Korsch E;  . (2004). „Four new cases of congenital secondary hypothyroidism due to a splice site mutation in the thyrotropin-beta gene: phenotypic variability and founder effect”. J. Clin. Endocrinol. Metab. 89 (8): 4136—41. PMID 15292359. doi:10.1210/jc.2004-0494.
- Comings DE; Gade-Andavolu R; Gonzalez N;  . (2000). „A multivariate analysis of 59 candidate genes in personality traits: the temperament and character inventory”. Clin. Genet. 58 (5): 375—85. PMID 11140838. doi:10.1034/j.1399-0004.2000.580508.x.
- Gerhard DS; Wagner L; Feingold EA;  . (2004). „The Status, Quality, and Expansion of the NIH Full-Length cDNA Project: The Mammalian Gene Collection (MGC)”. Genome Res. 14 (10B): 2121—7. PMC 528928 . PMID 15489334. doi:10.1101/gr.2596504.
- Clark AG; Glanowski S; Nielsen R;  . (2003). „Inferring nonneutral evolution from human-chimp-mouse orthologous gene trios”. Science. 302 (5652): 1960—3. PMID 14671302. doi:10.1126/science.1088821.
- Loinder K, Söderström M (2005). „An LXXLL motif in nuclear receptor corepressor mediates ligand-induced repression of the thyroid stimulating hormone-beta gene”. J. Steroid Biochem. Mol. Biol. 97 (4): 322—7. PMID 16216492. doi:10.1016/j.jsbmb.2005.06.031.
- Luttrell LM (2008). „Reviews in molecular biology and biotechnology: transmembrane signaling by G protein-coupled receptors”. Mol. Biotechnol. 39 (3): 239—64. PMID 18240029. doi:10.1007/s12033-008-9031-1.
- Strausberg RL; Feingold EA; Grouse LH;  . (2002). „Generation and initial analysis of more than 15,000 full-length human and mouse cDNA sequences”. Proc. Natl. Acad. Sci. U.S.A. 99 (26): 16899—903. PMC 139241 . PMID 12477932. doi:10.1073/pnas.242603899.
- Brumm H; Pfeufer A; Biebermann H;  . (2002). „Congenital central hypothyroidism due to homozygous thyrotropin beta 313 Delta T mutation is caused by a Founder effect”. J. Clin. Endocrinol. Metab. 87 (10): 4811—6. PMID 12364478. doi:10.1210/jc.2002-020297.
- Benhadi N; Wiersinga WM; Reitsma JB;  . (2009). „Higher maternal TSH levels in pregnancy are associated with increased risk for miscarriage, fetal or neonatal death”. Eur. J. Endocrinol. 160 (6): 985—91. PMID 19273570. doi:10.1530/EJE-08-0953.
- Schaefer JS, Klein JR (2009). „A novel thyroid stimulating hormone β-subunit isoform in human pituitary, peripheral blood leukocytes, and thyroid”. Gen. Comp. Endocrinol. 162 (3): 241—4. PMC 2689139 . PMID 19364510. doi:10.1016/j.ygcen.2009.04.006.